# Andrea Doria-klass (kryssare)
Andrea Doria-klassen var en fartygsklass om två stycken helikopterkryssare tillverkade för Italiens flotta i slutet av 1950- och början av 1960-talet. De var de första större örlogsfartyg som byggdes i Italien efter andra världskriget.

## Bakgrund
Teknikutvecklingen under andra världskriget bjöd på många nya uppfinningar, bland annat radar, jetflygplan och robotvapen. För att dra nytta av den nya tekniken och möta de nya hoten började USA:s flotta på 1950-talet att konvertera många kryssare från kriget genom att helt eller delvis ersätta deras tunga artilleri med luftvärnsrobotar. Italiens flotta följde efter genom att konvertera den gamla kryssen Giuseppe Garibaldi genom att förse den med Terrier-robotar, snabbskjutande kanoner och modern radar. Konverteringen blev lyckad, men för att möta det ökande ubåtshotet, framför allt från atomubåtar, behövdes nya kryssare som kunde klara av både luftförsvar och ubåtsjakt.

## Konstruktion
Kryssarna i Andrea Doria-klass en är baserade på samma skrov som Impavido-klassen fast breddade för att klara ett större deplacement och för att få plats med ett stort helikopterdäck. Helikopterdäck och hangaren tog upp hela akterdäcket vilket gjorde att Terrier-systemet fick placeras på fördäck. Det gav inget utrymme för tunga kanoner. In stället beväpnades kryssarna med inte mindre än åtta stycken snabbskjutande 76 mm automatkanoner grupperade runt överbyggnaden. Ursprungligen var tanken att fartygen skulle förses med tunga helikoptrar som Sikorsky Sea King eller Seabat, men man kom snabbt fram till att utrymmet ombord kunde utnyttjas bättre med fler mindre helikoptrar som Agusta-Bell 204 (senare Agusta-Bell 212).
Ursprungligen var planen att kryssarna även skulle få två stycken avfyrningstuber för Polaris-robotar. Avfyrningstuberna installerades aldrig utan lades i malpåse i La Spezia.

## Fartyg i klassen

### Andrea Doria(C553)
Kölsträckt: 11 maj 1958, Sjösatt: 27 februari 1963, Tagen i tjänst: 23 februari 1964, Utrangerad: 30 september 1992

Kort efter att hon tagits i tjänst genomförde Andrea Doria en långresa till Östasien lagom för att hinna till Tokyo i tid för Olympiska sommarspelen 1964. Året efter (1965) genomförde hon en ytterligare en långresa, den här gången till Sydamerika. Därefter tog hon över som flaggskepp för 1. divisionen i La Spezia. År 1967 genomförde hon en övning tillsammans med Royal Navy där brittiska Harrier-flygplan fick möjlighet att landa och tanka ombord. Åren 1976–1978 genomgick hon ett omfattande moderniseringsarbete. Bland annat byttes Terrier-robotarna ut mot modernare Standard ER-robotar och hon fick modernare luftspanings- och ytspaningsradar. År 1979 tjänstgjorde Andrea Doria i Sydkinesiska havet där hon räddade båtflyktingar från Vietnam. Sommaren 1980 letade hon efter överlevande från Ustica-katastrofen i Tyrrenska havet. År 1984 understödde hon den italienska FN-styrkan i Libanon. Under Libyenkrisen 1986 var hon baserad i Girasole varifrån hon bevakade det italienska luftrummet. Den 30 september 1992 avrustades Andrea Doria och hon skrotades i Neapel 2001.

### Caio Duilio(C554)
Kölsträckt: 16 maj 1958, Sjösatt: 22 december 1962, Tagen i tjänst: 30 november 1964, Utrangerad: 15 november 1989

Caio Duilio tjänstgjorde som flaggskepp för 2. divisionen i Taranto. Åren 1979–1980 genomgick hon en större ombyggnad och modernisering, dock inte lika ambitiös som för hennes systerfartyg Andrea Doria. I stället byggdes hon om för att agera utbildningsfartyg. Helikopterhangaren byggdes om till lektionssalar och i stället fick hon en ny, mindre hangar för två helikoptrar längre akterut. Därigenom fick hon även ett mindre flygdäck. Även Caio Duilio genomförde flera långresor. År 1984 till Los Angeles (lagom till Olympiska sommarspelen 1984), år 1985 till Sydamerika och 1988 till Australien. Hon avrustades 15 november 1989 och skrotades 1992.